# Ałatau (Ałmaty)
Dystryk Ałatau (kaz. Алатау ауданы) – jeden z ośmiu dystryktów Ałmaty, powstały w 2008 roku; ma powierzchnię 104,95 km² i znajduje się na północno-zachodniej części miasta.

## Insfrastruktura
W granicach dystryktu znajduje się między innymi Ałmaty Arena.